# Бурмака Василь Антонович
Василь Антонович Бурмака (25 лютого 1918, Нове Мажарове — 9 вересня 2014) — радянський військовий льотчик, Герой Радянського Союзу (1946), почесний громадянин Запоріжжя і Дніпропетровська.

## Біографія
Народився 25 лютого 1918 року в селі Новому Мажаровому (нині Зачепилівського району Харківській області) в селянській родині. Українець. Закінчив 7 класів школи. Працював слюсарем Нижньодніпровського заводу у Дніпропетровську. Закінчив Дніпропетровський аероклуб.
У Червоній Армії з 1938 року. Учасник вторгнення СРСР до Польщі в 1939 році. У 1941 році закінчив Балашовську школу льотчиків.
З початком радянсько-німецької війни на фронті. Член ВКП (б) з серпня 1943 року. Служив старшим льотчиком 809-го штурмового авіаційного полку (264-а штурмова авіаційна дивізія, 5-й штурмовий авіаційний корпус, 5-а повітряна армія, 2-й Український фронт).
До січня 1945 року лейтенант Василь Бурмака на літаку-штурмовику «Іл-2» здійснив 120 успішних бойових вильотів на штурмовку залізничних ешелонів, вузлів оборони, скупчень живої сили і техніки противника, завдавши гітлерівським військам значних втрат у живій силі і бойовій техніці.
Указом Президії Верховної Ради СРСР від 15 травня 1946 року за зразкове виконання бойових завдань командування на фронті боротьби з німецько-фашистськими загарбниками і проявлені при цьому мужність і героїзм лейтенантові Бурмаці Василю Антоновичу присвоєно звання Героя Радянського Союзу з врученням ордена Леніна і медалі «Золота Зірка» (№ 9 116).
Після війни продовжував службу у ВПС. У 1950 році він закінчив Краснодарскую вищу офіцерську авіаційну школу штурманів ВПС, в 1954 році — 10 класів школи. З 1959 року — майор в запасі.
Жив у Запоріжжі. До виходу на пенсію працював завідувач кабінету політичної освіти на Запорізькому електровозоремонтному заводі. Брав участь у громадській діяльності, був головою ради Запорізької міської організації ветеранів. Член Соціал-демократичної партії України (об'єднаної). Обирався делегатом з'їздів СДПУ (о).

## Нагороди, звання
Нагороджений орденом Леніна (15 травня 1946), орденом Червоного Прапора (31 грудня 1943), трьома орденами Вітчизняної війни 1-го ступеня (25 липня 1944; 9 жовтня 1944; 6 квітня 1985), двома орденами Червоної Зірки (27 серпня 1943; 3 листопада 1953), медалями.
Удостоєний звань: «Почесний громадянин міста Запоріжжя» (рішення Запорізької міської ради № 30 від 18 серпня 1998 року), «Почесний громадянин міста Дніпропетровська».